# 39ª Mostra internazionale d'arte cinematografica di Venezia
La 39ª edizione della Mostra internazionale d'arte cinematografica di Venezia si svolse a Venezia, Italia, dal 28 agosto all'8 settembre del 1982. Fu l'ultima edizione diretta da Carlo Lizzani. Nel corso di questa edizione, annunciata come "Venezia 50" perché nel 1982 ricorreva il cinquantesimo anniversario dalla prima edizione, l'organizzazione decise di celebrare il mezzo secolo di vita assegnando una serie di Leoni alla carriera ad autori che avevano rappresentato «momenti significativi nell'evoluzione dell'arte del film in questi cinquant'anni».
Non vennero assegnate le Coppe Volpi agli attori, che torneranno l'anno successivo.

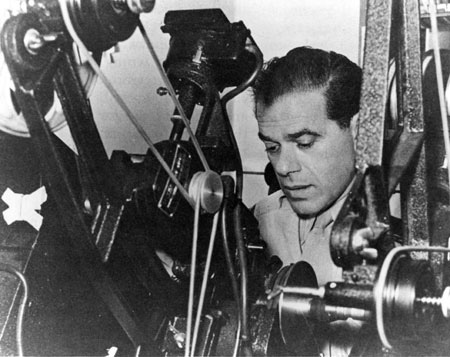
Frank Capra, Leone d'Oro alla carriera

## Giuria e Premi
La giuria era così composta:
- Marcel Carné (presidente, Francia), Luis García Berlanga (Spagna), Mario Monicelli, Gillo Pontecorvo, Valerio Zurlini (Italia), Satyajit Ray (India), Andrej Tarkovskij (Unione Sovietica).

I principali premi distribuiti furono:
- Leone d'oro: Lo stato delle cose (Der Stand der Dinge) di Wim Wenders
- Leone d'argento: Imperativo (Imperativ) di Krzysztof Zanussi
- Leone d'oro alla carriera: Alessandro Blasetti, Frank Capra, George Cukor, Jean-Luc Godard, Sergej Yutkevic, Alexander Kluge, Akira Kurosawa, Michael Powell, Satyajit Ray, King Vidor, Cesare Zavattini, Luis Buñuel

## Film in concorso
| - Hadduta Misriyya (Una storia egiziana), regia di Youssef Chahine - Il bel matrimonio (Le beau mariage), regia di Éric Rohmer - Il fratello maggiore (Le grand frère), regia di François Girod - Cosa aspettare per essere felici! (Qu'est-ce qu'on attend pour être heureux!), regia di Coline Serreau - La trota (La truite), regia di Joseph Losey - I misteri del giardino di Compton House (The Draughtman's Contract), regia di Peter Greenaway - Hero, regia di Barney Platts-Mills - To phragma (t.l. La diga), regia di Dimitri Makris - Gryhayudda (t.l. Il bivio), regia di Buddhadeb Das Gupta - Il buon soldato, regia di Franco Brusati - Colpire al cuore, regia di Gianni Amelio - Grog, regia di Francesco Laudadio - Gli occhi, la bocca, regia di Marco Bellocchio - Il pianeta azzurro, regia di Franco Piavoli - Sciopèn, regia di Luciano Odorisio - De Smaak van Water (t.l. Il sapore dell'acqua), regia di Orlow Seunke | - A estrangeira (t.l. La straniera), regia di João Mario Grilo - Die Beunruhigung (t.l. L'inquietudine), regia di Lothar Warneke - Imperativo (Imperativ), regia di Krzysztof Zanussi - Letzte fünf Tage (t.l. Ultimi cinque giorni), regia di Percy Adlon - Querelle de Brest (Querelle), regia di Rainer Werner Fassbinder - Lo stato delle cose (Der Stand der Dinge), regia di Wim Wenders - ¡Estoy en crisis! (t.l. Sono in crisi!), regia di Fernando Colomo - Blade Runner (Blade Runner), regia di Ridley Scott - Una commedia sexy in una notte di mezza estate (A Midsummer Night's Sex Comedy), regia di Woody Allen - La tempesta (Tempest), regia di Paul Mazursky - Il volo dell'aquila (Ingenjör Andées Luftfärd), regia di Jan Troell - Guernica, regia di Ferenc Kósa - Agonija (t.l. Agonia), regia di Elem Klimov - Častnaja Žizn (t.l. Vita privata), regia di Julij Rajzman - Golos (t.l. Voce), regia di Il'ja Averbach |